# Campo Limpo Paulista
Campo Limpo Paulista is een gemeente in de Braziliaanse deelstaat São Paulo. De gemeente telt 74.863 inwoners (schatting 2009).
De plaats is zetel van het rooms-katholieke bisdom Campo Limpo.

## Aangrenzende gemeenten
De gemeente grenst aan Atibaia, Francisco Morato, Franco da Rocha, Jarinu, Jundiaí en Várzea Paulista.

## Geboren
- Edinaldo Batista Libânio, "Grafite" (1979), voetballer